# فردریش کلاوسینگ

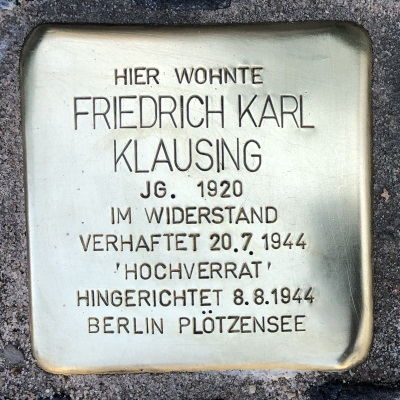
یادبود

فردریش کارل کلاوسینگ (به آلمانی:Friedrich Karl Klausing) (۲۴ مه ۱۹۲۰ - ۸ اوت ۱۹۴۴) یک مبارز مقاومت در آلمان نازی بود و یکی از توطئه گران کودتای ۲۰ ژوئیه بود.

## زندگی
فردریش کلاوسینگ در مونیخ آلمان متولد شد. در دوران نوجوانی  خدمت خود را در گروه جوانان هیتلر و خدمت کار رایش (خدمات کاری دولتی) انجام داد.

## زندگی نظامی
او در پاییز ۱۹۳۸ به ورماخت (نیروهای مسلح ورماخت) پیوست، و عضو لشکر پیاده نظام نهم پوتسدام شد و در جنگ استالینگراد شرکت کرد و در این نبرد زخمی شد. در ژوئیه ۱۹۴۳، کلاوسینگ در جنگ ولخوف (وولخوف) نزدیک دریاچه لادوگا (لنینگراد)دوباره مجروح شد. سپس به سمت یک افسر دستیار در فرماندهی عالی نیروهای مسلح ورماخت منصوب شد. او از جانب فریتز دیتلوف فون در شولنبورگ وارد طرح ترور هیتلر شد.
در تاریخ ۱۱ ژوئیه ۱۹۴۴، در اولین تلاش برای ترور هیتلر، کلاوسینگ همراه با کلاوس شنک فون اشتاوفنبرگ به عنوان آجودان وی به اوبرزالتسبرگ (به اصطلاح برگهوف در نزدیکی برشتسگادن) رفت و اطمینان حاصل کرد که یک ماشین و هواپیما برای انتقال طراحان پس از انجام ماموریت به برلین آماده شده است. اما طرح اوبرزالتسبرگ به تعویق افتاد و عملی نشد. همچنین در تلاش دومی که در تاریخ ۱۵ ژوئیه در آشیانه گرگ در نزدیکی راستنبورگ در شرق پروس صورت گرفت، کلاوسینگ همان آمادگی‌ها را برای اشتاوفنبرگ انجام داد.
در تاریخ ۲۰ ژوئیه، سروان کلاوسینگ در بندلربلاک در برلین ماند در حالی که اشتاوفنبرگ به آشیانه گرگ رفت تا دوباره برای اجرای نقشه تلاش کند. مسئولیت ارسال پیاپی دستورات عملیات والکیری بر عهده کلاوسینگ بود. او دستورات را به اشتاوفنبرگ و دیگران، از جمله اوالد-هاینریش فون کلایست-شمنزین ارسال کرد. در شب ۲۰ تا ۲۱ ژوئیه، پس از آنکه روشن شد که بمب کیف اشتافنبرگ هیتلر را به قتل نرسانده است، کلاوسینگ تنها کسی بود که از جوخه آتش در بندلربلاک گریخت. در ادامه اشتاوفنبرگ و چند تن دیگر از توطئه گران دستگیر شدند، اما صبح روز بعد، او خود را به گشتاپو تسلیم کرد.

## مرگ
او در یک دادگاه نمایشی در دادگاه خلق در تاریخ ۸ اوت ۱۹۴۴، به اعدام محکوم شد. حکم در همان روز در زندان پلوتسنزه در برلین اجرا شد.

## لینک های بیرونی
کتابهمراهان استافنبرگ، سرنوشت توطئه گران ناشناخته منتشر شده در سال ۲۰۱۳ به زبان آلمانی
مقاله فردریش کارل کلاوسینگ، جوانترین فرد در توطئه 20 جولای منتشر شده در سال ۲۰۱۸ به زبان آلمانی